# Военный орден Марии Терезии
Военный орден Марии Терезии — австрийский военный орден.
Был учрежден королевой Венгрии и Богемии Марией Терезией в 1757 году в ходе Семилетней войны в честь победы над пруссаками при Колине и предназначался только для награждения военных. Первым награждённым стал командующий битвы при Колине фельдмаршал Леопольд Йозеф Даун. В 1918 году, после распада Австро-Венгерской монархии, последний император Карл I передал права награждения орденом Орденскому совету. В 1931 году состоялось последнее награждение орденом, после чего Совет постановил, что дальнейшие награждения производиться не будут. Последний кавалер ордена — лётчик Первой мировой барон Готфрид фон Банфильд — умер в 1986 году.

## Статус
Орденом Марии-Терезии награждались лишь офицеры, но вне зависимости от происхождения и национальности за многолетнюю воинскую службу, подвиги в бою и полученные ранения. Устав ордена не допускает, чтобы при ношении его знака рядом с ним соседствовали иностранные ордена. По уставу, принятому в 1758 году, орденом не могли награждаться иностранцы, но это правило никогда не соблюдалось. Так, например, кавалерами ордена были русский император Александр I, германский император Вильгельм II, А. В. Суворов, князь Багратион и герцог Веллингтон, а также многие другие знаменитые военачальники.

## Степени
Первоначально орден имел две степени:
- Большого Креста
- Рыцарский крест

С 15 октября 1765 года — три степени:
- Кавалер Большого Креста
- Командор
- Кавалер

|  |

## Знаки ордена
Инсигнии Большого Креста включают знак ордена, нагрудную звезду и ленту-перевязь.
Знак ордена представляет собой золотой леопольдовский крест белой эмали. В центральном медальоне помещён австрийский эрцгерцогский герб — поле, разделённое по горизонтали на три части — красной, белой и красной эмали — и обрамлен кольцом белой эмали с надписью «FORTITUDINI». На реверсе ордена помещены литеры «М. Т.» и «F» (Мария-Терезия и Франц), обрамленный зелёным лавровым венком в золотом ободке. Знаки ордена могли украшаться бриллиантами.
Нагрудная звезда ордена представляет собой серебряный леопольдовский крест с гильошированными концами. Между концами креста расположен лавровый венок зеленой эмали. Центральный медальон звезды повторяет центральный медальон знака. До 1815 года нагрудные звезды были шитыми. Размеры знаков и звезд варьировались в зависимости от производителя и времени изготовления.
Лента-перевязь ордена — шелковая муаровая, с бантом у бедра, шириной около 100 мм, красная с широкой белой полосой посередине.
Командорский знак аналогичен знаку Большого Креста, но носился на шейной ленте. Рыцарский знак имеет меньшие размеры и носился на груди на ленте, сложенной треугольником.

## Иллюстрации
- Звезда ордена, украшенная бриллиантами и драгоценными камнями
- Знак и лента Большого креста. XIX век
- Знак кавалера, реверс. XVIII век
- Мундир императора Франца Иосифа I со знаками Большого креста ордена Марии Терезии

## Награждённые
Большого креста ордена удостоены:
- А. В. Суворов
- М. И. Кутузов
- И. Ф. Паскевич
- Л. Н. Даву
- А. У. Веллингтон
- Г. Л. Блюхер
- П. Гинденбург
- А. Макензен

Командорской степенью ордена были награждены:
- П. И. Багратион
- М. Б. Барклай-де-Толли
- Л. Л. Беннигсен
- П. Х. Витгенштейн
- М. А. Милорадович
- А. И. Остерман-Толстой
- Ф. В. Остен-Сакен
- Н. М. Сипягин
- А. Н. Лидерс
- Г. Шарнхорст
- Ф. В. Бюлов
- А. Гнейзенау
- Л. Йорк
- К. Клаузевиц
- Б. Ф. Э. Тауэнцин
- К. Бюлов
- К. Ф. Вреде
- Р. Хилл
- Д. Эллей
- Г. У. Энглси
- К. Ю. Адлеркрейц

Рыцарской степени ордена были удостоены:
- Александр I
- Константин Павлович
- П. М. Волконский
- А. И. Горчаков
- Д. В. Голицын
- М. С. Воронцов
- И. И. Дибич
- А. П. Ермолов
- С. С. Кушников
- М. И. Платов
- Я. А. Потёмкин
- Н. Н. Раевский
- А. Н. Сеславин
- А. И. Чернышёв
- Ф. С. Панютин
- Константин Николаевич
- Александр II
- Фридрих III
- К. Мак